# Déclaration de Chivasso

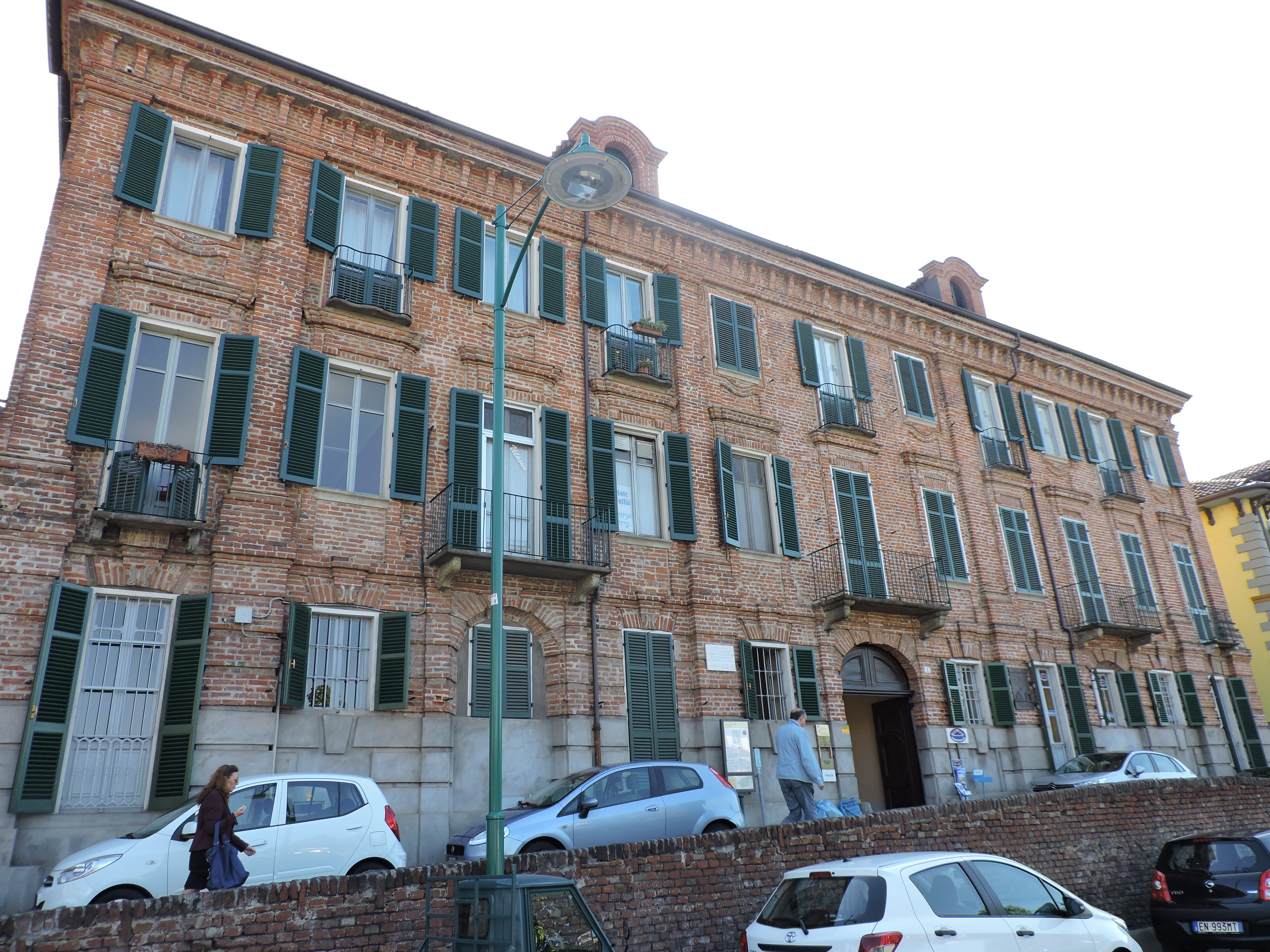
La Maison Tesio, où la déclaration de Chivasso a été signée.

La déclaration des représentants des populations alpines, connue sous le nom de Déclaration de Chivasso, est un document ratifié le 19 décembre 1943 à Chivasso, lors d'une rencontre secrète des représentants de la Résistance italienne des vallées alpines. La petite ville piémontaise fut choisie parce qu'elle se trouve à mi-chemin entre les vallées piémontaises de religion chrétienne-vaudoise et la Vallée d'Aoste.
La Charte de Chivasso postula la réalisation d'un système politique fédéral et républicain sur une base régionale et cantonale.

## Les participants
Les personnalités présentes à cette rencontre furent les valdôtains Émile Chanoux, qui fut tué par la police fasciste quelques mois après, et Ernest Page. Deux autres membres de la résistance valdôtaine ne purent pas participer : le premier, Frédéric Chabod, envoya un document, le second, Lino Binel, était en prison. Les représentants des vallées alpines piémontaises étaient Osvaldo Coïsson e Gustavo Malan, de Torre Pellice, Giorgio Peyronel et Mario Alberto Rollier, respectivement de l'Université et de l'École polytechnique de Milan.

## Le texte
« Déclaration des droits des populations alpines

Nous, au nom des populations des Alpes,

Considérant que :

La liberté de langue et de culte sont des conditions essentielles pour la sauvegarde de la personnalité humaine;
cette liberté ne peut être exercée et protégée que par des institutions politico-administratives autonomes du pouvoir central;
que les populations alpines ont souffert, plus que toute autre population italienne, la centralisation politique et administrative de l'État italien, ce qui les a amené au désastre actuel ;

qu'une organisation se fondant sur le fédéralisme, ou au moins largement décentralisée du point de vue politique et administratif, de l'État italien est une condition essentielle afin que toutes les régions italiennes puissent se développer spirituellement et économiquement et garantir, par leur développement harmonique, la renaissance de la Nation entière ;

qu'une large autonomie politico-administrative, se fondant sur des principes fédéralistes, au niveau régional et cantonal, est la seule garantie contre un retour à la dictature, qui trouva dans la structure centralisatrice de l'État italien un instrument déjà prêt pour exercer son arbitraire sur le pays entier ;

Fidèles aux meilleures traditions du Risorgimento,

Déclarons que

1° - Le Droit de parler publiquement, d'enseigner dans les écoles publiques et d'utiliser sa langue dans tous les actes publics et privés est un droit essentiel de l'individu, qui doit être reconnu par les lois fondamentales de l'État et garanti par des traités internationaux ;

2° - Les populations alpines, qui ont des caractéristiques ethniques, linguistiques, culturelles et religieuses très particulières, ainsi qu'une longue tradition d'auto-administration, revendiquent le droit de se constituer, dans le cadre général de l'État italien, sous la forme de communautés politico-administratives autonomes, auxquelles puissent être attribuées les fonctions politiques ne relevant pas strictement du gouvernement central. Réclament, 
en particulier, une autonomie totale en matière scolaire et culturelle, économique et agraire, de travaux publics et pour les questions de caractère strictement local.

Subordonnons

à la reconnaissance desdits droits essentiels, l'adhésion à un mouvement politique italien.

Nous souhaitons

que dans la nouvelle organisation de l'État italien ces principes soient accueillis aussi pour les autres régions historiques italiennes, sur la base du fait que le fédéralisme largement décentralisé est, dans notre période historique, la meilleure pour l'État italien.

Déclaration des droits des populations alpines, texte proposé par Émile Chanoux et ratifié le 19 décembre 1943 »